# Grzebycznik
Grzebycznik (Pelecotoma) – rodzaj chrząszczy z rodziny wachlarzykowatych.

## Ewolucja
Rodzaj znany od późnego eocenu.  Zaliczono do niego gatunek znany z inkluzji w górnoeoceńskim bursztynie bałtyckim.

## Zasięg występowania
Grzebyczniki występują w Europie, Stanach Zjednoczonych i Japonii.
W Polsce występuje P. fennica.

## Morfologia
Są to małe chrząszcze, nie przekraczające 6 mm długości. Ciało wydłużone, nieco cylindryczne. Głowa okrągława. Oczy małe, oddalone od siebie z przodu zatokowato wcięte. Pierwsze trzy człony czułków proste.

## Biologia
Larwy tych chrząszczy są parazytoidami wyschlików (kołatkowate).

## Gatunki
Do rodzaju zaliczane są trzy żyjące gatunki:
- Pelecotoma fennica (Paykull, 1799)
- Pelecotoma flavipes Melsheimer, 1846
- Pelecotoma septentrionalis Kôno, 1936